# Oberten János
Oberten János (Aranyág, 1944. április 8. – 2020. július 27.) romániai próza- és drámaíró, lapszerkesztő.

## Életútja
Középiskoláit Temesváron a Magyar Vegyes Líceumban és az 1. számú Líceum esti tagozatán végezte, ugyanott a kétéves posztliceális technikumon szerzett műszaki képesítést.
Az 1956-os magyarországi forradalom idején sokszorosított és terjesztett röpcédulák miatt elítélték, a jilavai, Ocnele Mari-i, nagyenyedi, mărgineni-i börtönökben volt fogoly (1958–1960).
Kiszabadulása után a temesvári építkezési vállalat, helyiipari kombinát, vegyigyár munkása, raktárosa, majd az ELBA Iparvállalat tervezőtechnikusa. Tagja a három számot megért Ezredvég című folyóirat (1990-93) szerkesztőbizottságának, 1993-94-ben „heti felelős szerkesztője” a Temesvári Új Szónak s a művelődési rovat vezetője, 1994-95-ben pedig felelős szerkesztője a Heti Új Szónak.
Tevékeny tagja a Franyó Zoltán Irodalmi Körnek, mely előbb kritikusi, majd szépírói munkásságáért jutalmazta.

## Munkássága
Első írása a Lépcsők című antológiában jelent meg (1977). Szépirodalmi alkotásait, riportjait, interjúit, műfordításait, színházi kritikáit a Szabad Szó, Heti Új Szó, Erdélyi Napló, Kelet-Nyugat, Reggeli Délvilág, A Hét, Szegedi Napló, Jóbarát, Ezredvég közölte. Szerepel a Facla Könyvkiadó gondozásában megjelent Valakinek el kell mondanom (Temesvár 1979) című közös elbeszéléskötetben; a Lépcsők című antológiasorozat IV. kötetének szerkesztője (1987). Mágus című drámáját a temesvári Thália diákszínjátszó csoport vitte színre (1989).
Szépirodalmi műveiben – az abszurd világlátás és stílus eszköztárának sokrétű kamatoztatásával, a filmszerű, többsíkú cselekményszövés gyakori alkalmazásával – előszeretettel ábrázolja az elesettek, a többre áhítozó, kitűnni akaró, görcsösen túlkompenzált s befelé forduló, félszeggé vagy gonosszá váló testi, pszichikai és erkölcsi sérültek, fogyatékosok sorsát, magatartását és életmegnyilvánulásait.
Fordított franciából magyarra (Magnier, Schmidt és F. Diner műveiből), franciából románra (Peter Diner Naplók című kötetét és verseit), angolból magyarra Tennessee Williams Out Cry című kötetét).

### Kötetei
- Férfihangok (elbeszélések, Temesvár, 1981)
- Rókaszelídítés (regény, Temesvár, 1984)
- Bádogszemüveg (Temesvár, 1994)

### Románul
- Un concert extraordinar (Temesvár, 1990)